# Ballad for Fallen Soul Part.1
Ballad for Fallen Soul Part.1 (Single)은 2009년 2월 24일 발매된 다이나믹 듀오의 싱글 앨범이다.

## 수록곡
1. 잔소리 (Feat. Simon Dominic For Supreme Team)
2. L.B.A (Feat. E - Sens For Supreme Team, 김연우)
3. Beyond the Wall (Feat. Supreme Team)
4. 잔소리 (Instrumental)
5. L.B.A (love Breakin' apart) (Instrumental)
6. Beyond the Wall (Instrumental)
7. 잔소리 (Accappella)
8. L.B.A (Accappella)
9. Beyond the Wall (Accappella)

## 특징
- 3번 트랙이자 타이틀 곡인 "Beyond the Wall"은 처음에는 단순히 BC카드 CF 음악을 위한 30초 짜리의 짧은 곡으로 제작 되었으나, CF가 나간 뒤 노래에 대한 폭발적인 인기와 함께 곡에 대한 문의가 끊임없이 쇄도하여 결국 완전한 곡의 형태로 최종 완성되어 싱글로 발매하기에 이르렀다.

## 참고 문서
- 네이버 뮤직
- 힙합플레이야